# Een spel op hertoge Karle
Een spel op hertoge Karle ons keyser nu es van Jan Smeken is een allegorisch toneelstuk waarin de geboorte van Karel V wordt gethematiseerd. Karel V wordt in het stuk vergeleken met het licht van gratiën. Dit licht wordt voorgesteld als een kaars. Het handschrift waarin het toneelstuk is overgeleverd, behoort tot de verzameling Leemans en bevat ook nog werk van Colijn Caillieu en Anthonis de Roovere. Het spel begint met een rondeel, terwijl er doorheen het spel wel een consequent rijmschema, namelijk het gepaard rijm, gehanteerd wordt. In bepaalde passages wordt er een complexer rijmschema gebruikt. Ook komen er heel wat enjambementen, herhalingen en binnenrijm voor in het stuk. Pas in 2005 verscheen de eerste wetenschappelijke editie.

## Verhaallijn
Het stuk begint als de godinnen Berechinna en Venus klagen over de toestand van de wereld; Mars zaait tweedracht en Vulcanus levert wapens en stuurt zijn cyclopen naar de aarde. Dan komen Cupido en Prometheus op het toneel. Zij vertellen de godinnen dat de oorlog gedaan is; Vulcanus is uit zijn smidse verjaagd. Er is weer vrede omdat Jupiters zoon in het prieel van Troje in het palladium een licht van gratie heeft geplaatst. Berechinna en Venus zijn verheugd en dragen de goden op om vier godinnen op te roepen die offers zullen brengen om het licht te vereren. Eerst verschijnt Vesta, godin van het aardse vuur en de reinheid. Zij geeft het vuur dat staat voor angst om kwaad te doen. Als tweede komt Diana die het water van nederige kennis schenkt. De derde godin is Proserpina die de aarde offert, het symbool van naastenliefde. Als laatste verschijnt Echo die de lucht van het onderscheid schenkt. Omdat Cupido, Prometheus en Mercurius zich afvragen wat dit allemaal betekent, vragen ze uitleg aan Ganymedes en Ilus. Die vertellen hen dat Troje (Ilion) Brussel is, het palladium de koningin Johanna van Castilië en Jupiters zoon de koning van Castilië, Filips de Schone. Het licht is de jonge prins Karel. De kaars bevat alle deugden waarover een goede vorst moet beschikken en het is hun hoop dat Karel later een wijs heerser wordt met deze elementen tot zijn beschikking. Verder blijkt dat ook de personages in het toneelstuk niet zijn wie ze lijken. Ilus staat voor de deugdzame raad, Ganymedes voor vorstelijk bestuur, Prometheus is de ridderlijke leer en Cupido staat voor de liefde van het volk. Mercurius is de blijdschap van het land, Berechinna de eer van het land en Venus de algemene welvaart. Ook deze eigenschappen hopen de Brusselaars later terug te zien in Karel.

## Ontstaanscontext
Door de zware crisis aan het eind van de vijftiende eeuw bevonden de Brusselaars zich in zware financiële moeilijkheden. Het Habsburgse hof van Filips de Schone bevond zich toen in Mechelen. Om datzelfde hof te plezieren, schreef Jan Smeken deze tekst over Karel V. Over de datering van het spel zijn letterkundigen echter nog steeds niet tot een consensus gekomen. Waar men het wel over eens is, is dat het tweede deel van de titel 'ons keyser nu es' niet door Smeken is gekozen, maar er later bij werd geplaatst. Karel V werd namelijk pas keizer in 1519, twee jaar na Smekens dood. Het stuk moet dus voor 1517 geschreven zijn, maar het handschrift dateert van na 1519. Cuvelier stelt dat het toneelstuk ter gelegenheid van de geboorte van Karel V in Gent op 24 februari 1500 geschreven werd. Hier zijn ook literatuurcritici Asselbergs en Huysmans, en Herman Pleij het mee eens. Inhoudelijke elementen in het toneelstuk dateren het spel echter later. Ton Van Bruggen beargumenteert in zijn editie dat wel Eleonora, Karel en Isabella, maar niet Ferdinand (geboren in 1503) en Maria (geboren in 1505) in de tekst vermeld worden. Filips en Johanna trokken tijdens de herfst van 1501 naar Spanje. Aangezien Isabella geboren werd op 27 juli 1501, aanvaardt Van Bruggen de vroegere hypothese niet en hij dateert de tekst tussen 27 juli en de herfst van 1501. Samuel Mareel dateert het toneelstuk nóg later, namelijk na 2 februari 1505. Een van de argumenten hiervoor is dat in de tekst wordt verwezen naar Karels ouders als de koning en koningin van Castilië. Daar kon pas sprake van zijn na de dood van Johanna's moeder, Isabella van Castilië, op 26 november 1504. Ook moet de tekst geschreven zijn voor de geboorte van Karels zus Maria op 15 september 1505. Bovendien is volgens Mareel Johanna’s kerkgang in het spel, een impliciete verwijzing naar het eerste kerkbezoek van Maria na de geboorte van Christus; zijnde Lichtmis, dat op 2 februari van elk jaar gevierd wordt.